# Manuel Plaza
Manuel Jesús Plaza Reyes (San Bernardo, 17 marzo 1900 – Santiago del Cile, 9 febbraio 1969) è stato un maratoneta e mezzofondista cileno.
Nel 1924 partecipò ai Giochi olimpici di Parigi classificandosi sesto nella maratona. Quattro anni dopo, nel 1928, prese nuovamente parte ai Giochi olimpici di Amstertam, questa volta conquistando la medaglia d'argento. In entrambe le occasioni fu portabandiera per la delegazione cilena.

## Palmarès
| Anno | Manifestazione  | Sede      | Evento   | Risultato | Prestazione | Note |
| ---- | --------------- | --------- | -------- | --------- | ----------- | ---- |
| 1924 | Giochi olimpici | Parigi    | Maratona | 6º        | 2h52'54"0   |      |
| 1928 | Giochi olimpici | Amsterdam | Maratona | Argento   | 2h33'23"    |      |